# 천하칠검 양가장
천하칠검 양가장(忠烈楊家將)은 2013년 공개된 홍콩의 영화이다.

## 출연

### 주연
- 정소추
- 정이건
- 우파
- 주유민
- 리천
- 레이먼드 람
- 오존
- 푸신보

### 조연
- 쉬판
- 양가인
- 소병
- 안이헌
- 우첸위

## 기타
- 시각효과: 허재정
- 시각효과: 김용우
- VFX Producer: 양창주
- 시각효과부문: 양일석